# Diözesanmuseum Katowice

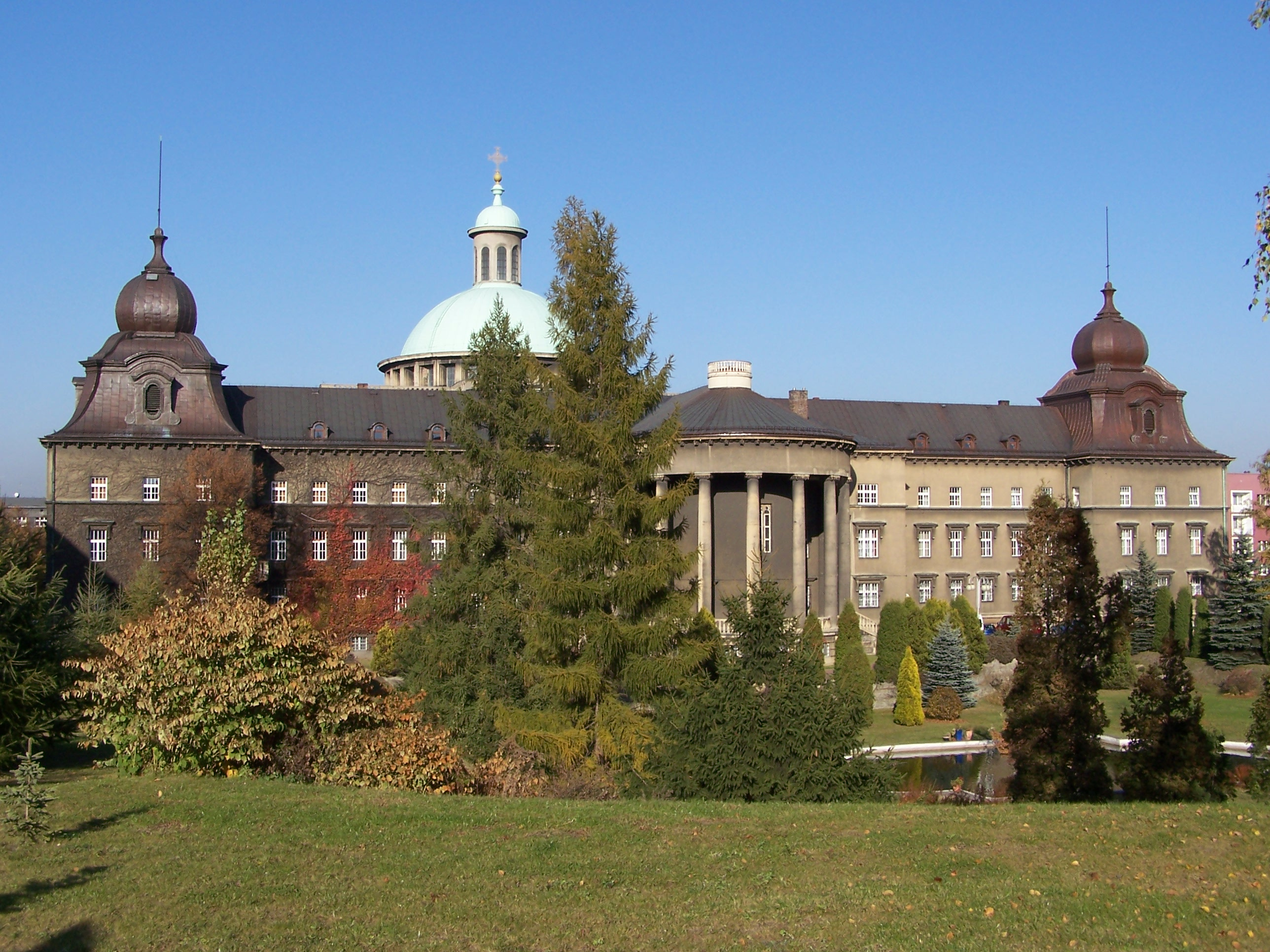
Hauptgebäude

Das Diözesanmuseum Katowice ist eine kirchlich-kulturelle Einrichtung im schlesischen Katowice. Das 1983 gegründete Diözesanmuseum ist eines der bedeutendsten Diözesanmuseen in Polen.

## Geschichte
Die Sammlung wurde dem Museum von der Kathedrale von Katowice und anderen kirchlichen Einrichtungen im Erzbistum Katowice geschenkt. Die Sammlung entstand 1975 aus Teilen der sakralen Ausstellungsstücke des Schlesischen Museums, die den Zweiten Weltkrieg überdauert haben und befindet sich im Bischofspalast. 

## Bestände
Zu den Ausstellungsstücken gehören zahlreiche sakrale Kunstgegenstände vom Mittelalter bis zur heutigen Zeit an, die aus verschiedenen Kirchengebäuden des Erzbistums zusammengetragen wurden., sowie Votivgaben. Werke von Raffael, Hendrick van Cleve III, Innocenzo Francucci, Alessandro Varotari, Jan Brueghel der Ältere, Jusepe de Ribera, Nicolas Poussin, Adriaen van Ostade, Francisco de Zurbarán, Aurel Naray, Seweryn Bieszczad, Julian Fałat, Stanisław Wyspiański, Adam Bunsch, Teodor Axentowicz, Zygfryd Dudzik, Maciej Bieniasz, Genowefa Targosz, Werner Lubos, Witold Pałka, Roman Nyga, Krystyna Filipowska, Roman Kalarus, Tadeusz Czober, Wacław Szymanowski, Zygmunt Langman, Xawery Dunikowski, Karol Hukan, Zygmunt Brachmański, Stanisław Szukalski und Jan Wysocki sind Teil der Sammlung.

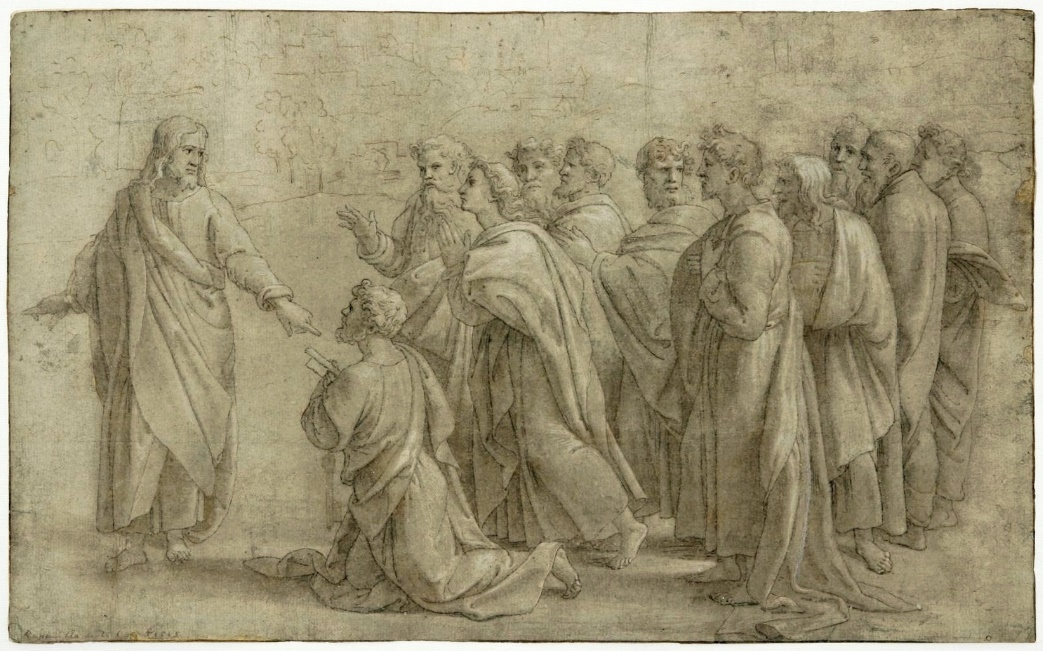
Raffael
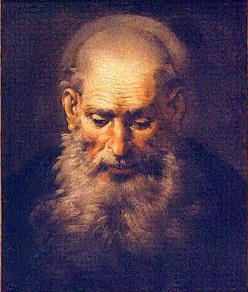
Jusepe de Ribera
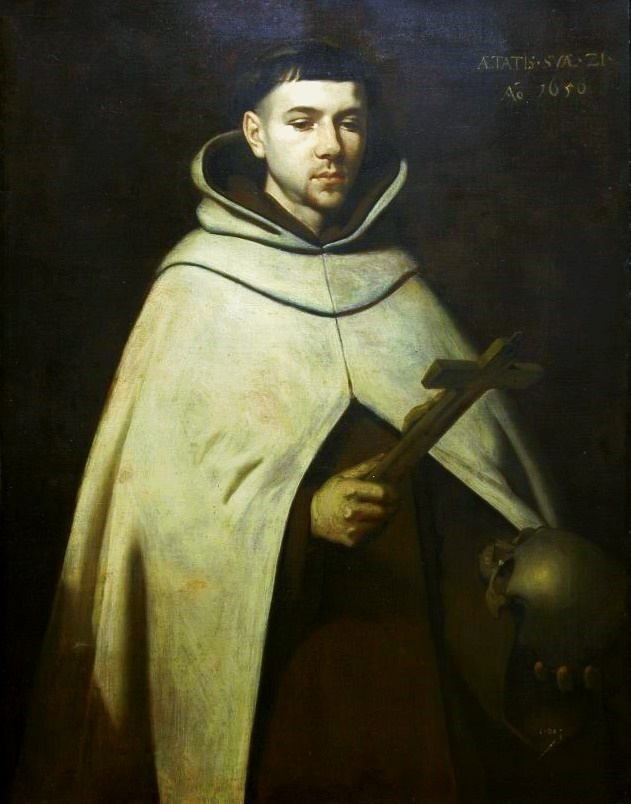
Francisco de Zurbarán
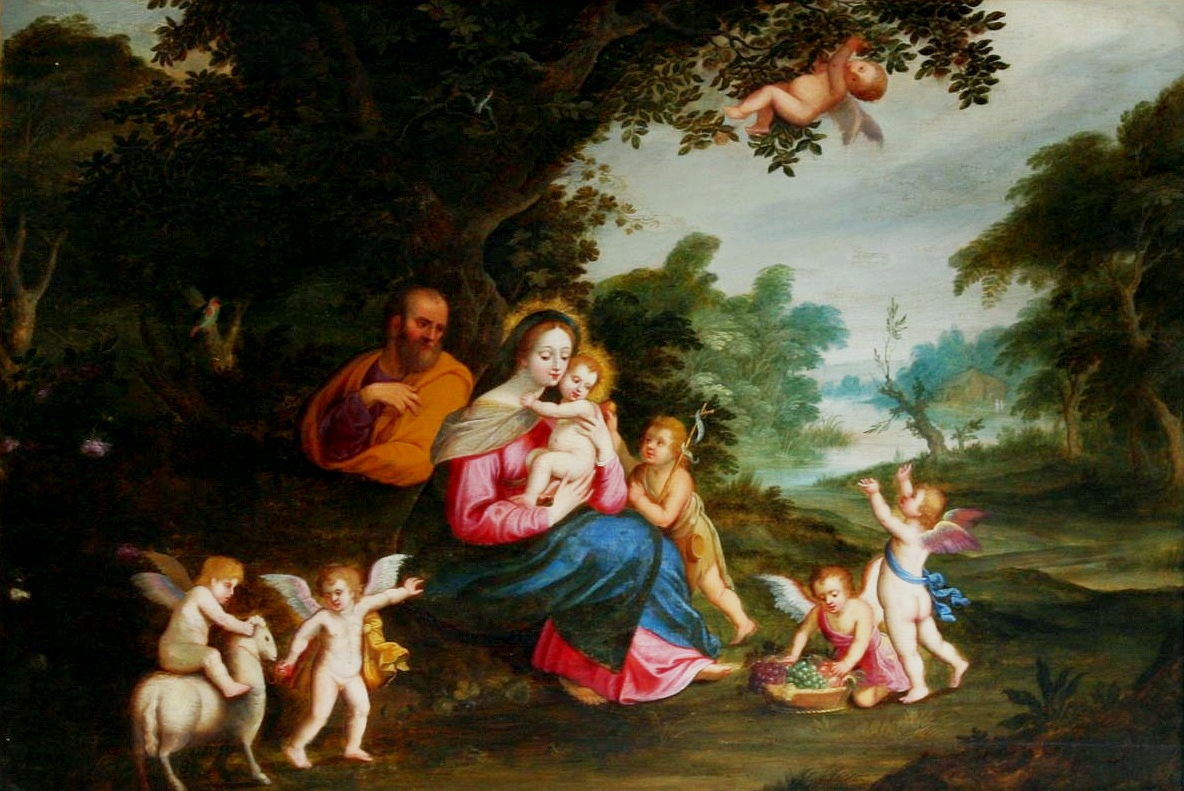
Jan Brueghel der Ältere
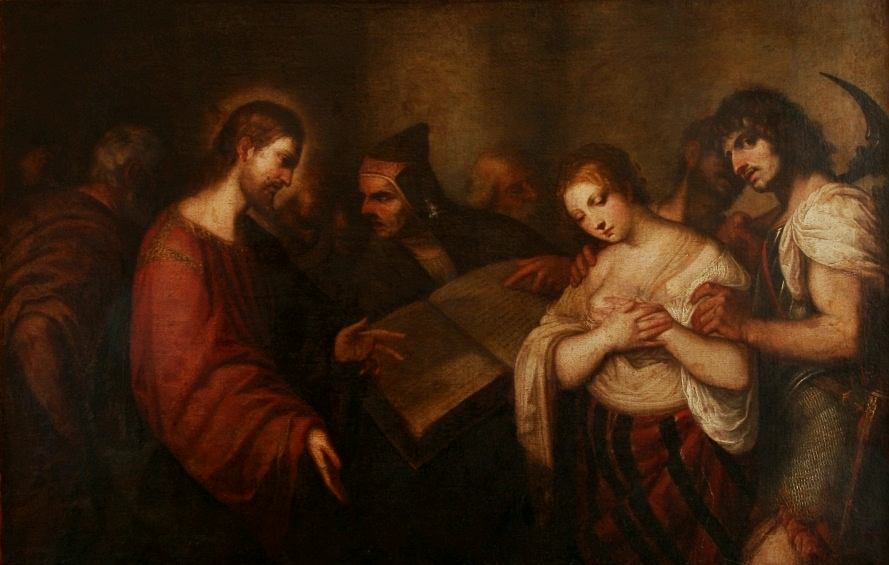
Alessandro Varotari